# Sân bay quốc tế Alfredo Vásquez Cobo
Sân bay quốc tế Alfredo Vasquez Cobo (tiếng Tây Ban Nha: Aeropuerto Internacional Alfredo Vásquez Cobo) (IATA: LET, ICAO: SKLT) là một sân bay phục vụ Leticia, Colombia. Đây là sân bay lớn nhất của miền nam quốc gia này. Sân bay Vasquez Cobo nằm ở tỉnh Amazonas.

## Các hãng hàng không và các tuyến điểm
- AerOasis (Bogotá)
- AeroRepública (Bogotá)
- SATENA (Araracuara, Bogotá, La Chorrera, La Pedrera, Tarapaca)

## Sự cố và tai nạn
Ngày 19 tháng 11 năm 2006, một chiếc Boeing 727 của AeroSucre rơi khi hạ cánh trong thời tiết xấu sau khi đã đâm sầm vào đèn chiếu sáng và tháp ăng ten. Tất cả năm phi hành đoàn đều thiệt mạng.